# Xanthocercis
Xanthocercis là một chi thực vật có hoa trong họ Đậu.